# Thalictrum saxatile
Il Pigamo steppico (nome scientifico Thalictrum saxatile DC. 1789) è una pianta perenne, dai piccoli fiori, appartenente alla famiglia delle Ranunculaceae.

## Etimologia
Per il significato del termine generico (thalictrum) si deve risalire a Dioscoride (40 – 90), medico, botanico e farmacista greco che esercitò a Roma, o a Plinio (23 – 79), scrittore naturalista romano, che entrambi nella forma di “thalictron” indicavano queste piante alludendo probabilmente (ma la cosa è controversa) alla loro fioritura precoce (”thallein” = rinverdire, mentre ”ictar” = presto) o al colore verde-gaio dei teneri germogli. L'epiteto specifico (saxatile) deriva dall'habitat tipico di questa pianta: fra le rocce.

Il binomio scientifico attualmente accettato (Thalictrum saxatile) è stato proposto dal botanico e micologo svizzero Augustin Pyrame de Candolle (1778 –  1841) in una pubblicazione del 1789.

## Descrizione
Sono piante erbacee, perenni la cui altezza può arrivare da 3 a 7 dm.  La forma biologica è definita come emicriptofita scaposa (H scap), ossia sono piante erbacee perenni, con gemme svernanti al livello del suolo e protette dalla lettiera o dalla neve, dotate di un asse fiorale eretto e spesso privo di foglie. Queste piante sono completamente glabre.

### Radici
Le radici sono fascicolate e secondarie da rizoma.

### Fusto
- Parte ipogea: consiste in un rizoma orizzontale.
- Parte epigea: la parte aerea del fusto è eretta e ramificata in modo angoloso; la superficie è striato-scanalata.

### Foglie

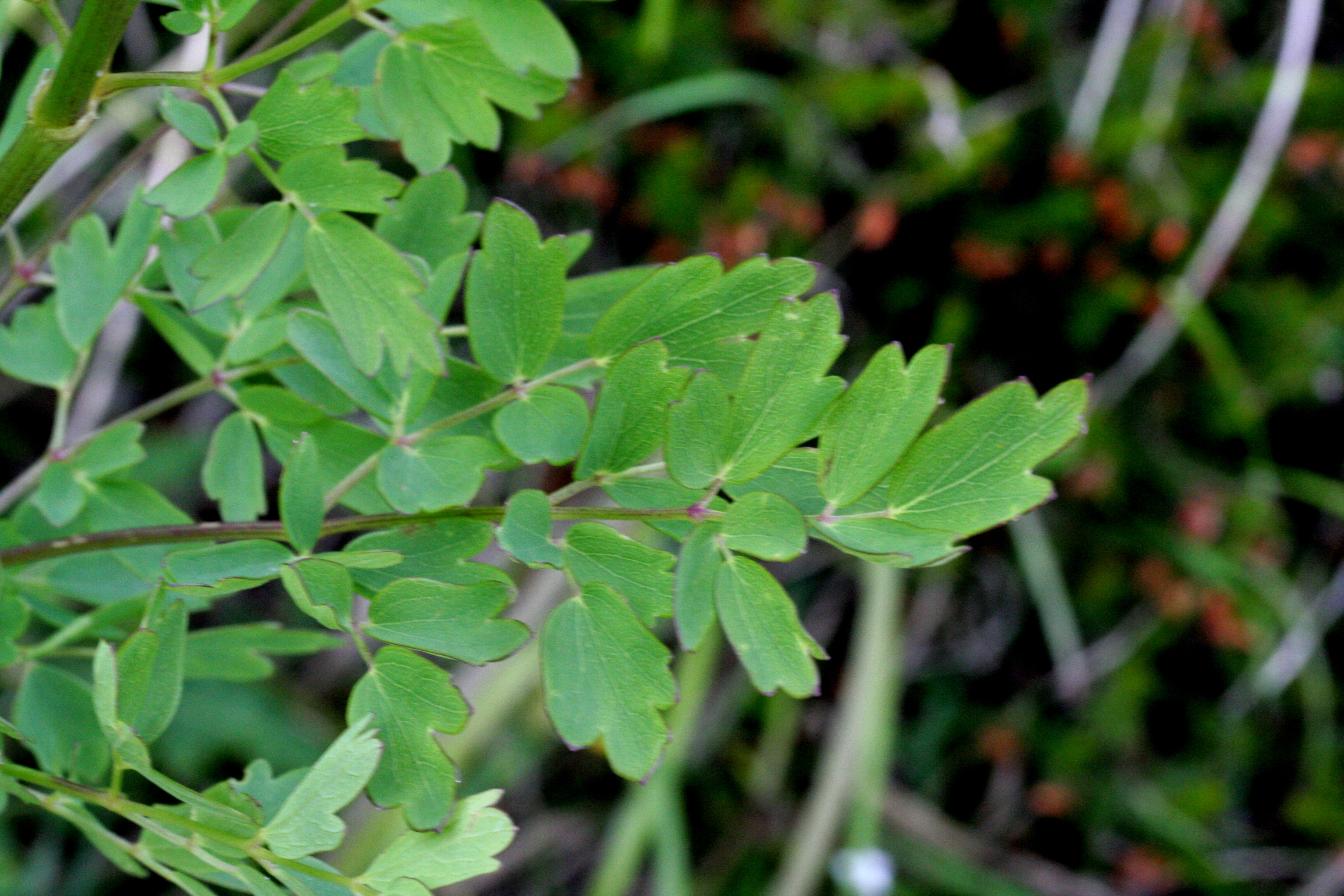
Le foglie. Località: "Giardino Botanico delle Alpi Orientali", Monte Faverghera (BL), 1500 m s.l.m. - 02/07/2009

- Foglie basali: le foglie radicali sono di tipo imparipennato (3 – 4 pennatosette) a contorno più o meno triangolare con segmenti a ramificazioni triforcate dei piccioli. I piccioli, alla base, sono inguainati in modo amplessicaule; le guaine terminano con delle orecchiette membranose. La lamina dei segmenti è ovata (più o meno flabellata) terminante nella metà superiore con tre lobi e più chiara sulla pagina inferiore (verde glauco), mentre sulla pagina superiore sono visibili dei nervi sporgenti; la consistenza della lamina è coriacea. Dimensione dei segmenti: larghezza dei segmenti: 12 – 17 mm; lunghezza 15 – 20 mm. Lunghezza delle orecchiette delle guaine: 1 – 1,5 mm.
- Foglie cauline: le foglie sono addensate nella metà inferiore del fusto; quelle cauline sono più o meno simili a quelle radicali ma più distanziate e ridotte (si riducono verso l'infiorescenza);  sono disposte in modo alterno.

### Infiorescenza
L'infiorescenza è del tipo ad ampia pannocchia ramosa (e fogliosa) e si compone di tanti piccoli fiori raccolti in gruppi di 2 o 3. L'infiorescenza occupa circa 1/3 della parte superiore dell'intera pianta. Alla base dell'infiorescenza sono presenti delle brattee. Dimensione dell'infiorescenza: 5 – 12 cm.

### Fiore
Il fiore di questa pianta, caratterizzato da una certa assenza di coesione tra i vari organi fiorali (non c'è l'involucro), è privo di una corolla vera e propria, mentre è il calice colorato che ha la funzione vessillifera (quindi i sepali del calice possono essere indicati come petaloidei). In questa pianta il perianzio è quindi formato da un solo verticillo di elementi più o meno indifferenziati (perianzio apoclamidato). I fiori sono inoltre attinomorfi, ermafroditi, tetrameri (formati cioè da 4 sepali) e privi di nettari. Il colore dei fiori è giallastro. Dimensione dei fiori: 8 – 10 mm.
- Formula fiorale: per questa pianta viene indicata la seguente formula fiorale:

* K 4, C 0, A molti, G molti (supero)
- Calice: il calice è formato da 4 sepali di tipo petaloide disposti in modo embricato; sono inoltre caduchi precocemente. In effetti allo sboccio del fiore spesso sono presenti solamente le antere i pistilli (in questa situazione la funzione vessillare viene assunta principalmente dagli stami).
- Corolla: i petali sono assenti.
- Androceo: gli stami sono numerosissimi e visibilmente prominenti ma penduli; sono liberi con lunghi filamenti sottili e filiformi. Le antere, lineari, acute sono mucronate all'apice; sono inoltre bi-loculari a deiscenza laterale. Il colore delle antere è giallo. Lunghezza delle antere: 2,5 – 2,7 mm.
- Gineceo: i carpelli sono da 3 a 5 monovulari (contengono un solo ovulo; sono liberi e peduncolati; terminano nello stilo con stimma intero di colore roseo-porporino e lievemente dentato o papilloso. Dimensione dello stimma:  1,2 – 1,5 mm.
- Fioritura: da maggio ad agosto.

### Frutti
Il frutto si compone in parecchi acheni sessili a portamento pendulo. Ogni achenio è monospermo con un corpo stretto e con la superficie striata (a coste).

## Riproduzione
La riproduzione avviene tramite l'impollinazione garantita soprattutto dal vento (impollinazione anemofila). Anche se queste piante sono prive di nettare, diversi insetti, come api e vespe, si nutrono del suo polline per cui è probabile anche una certa fecondazione entomogama (impollinazione entomogama).

## Distribuzione e habitat

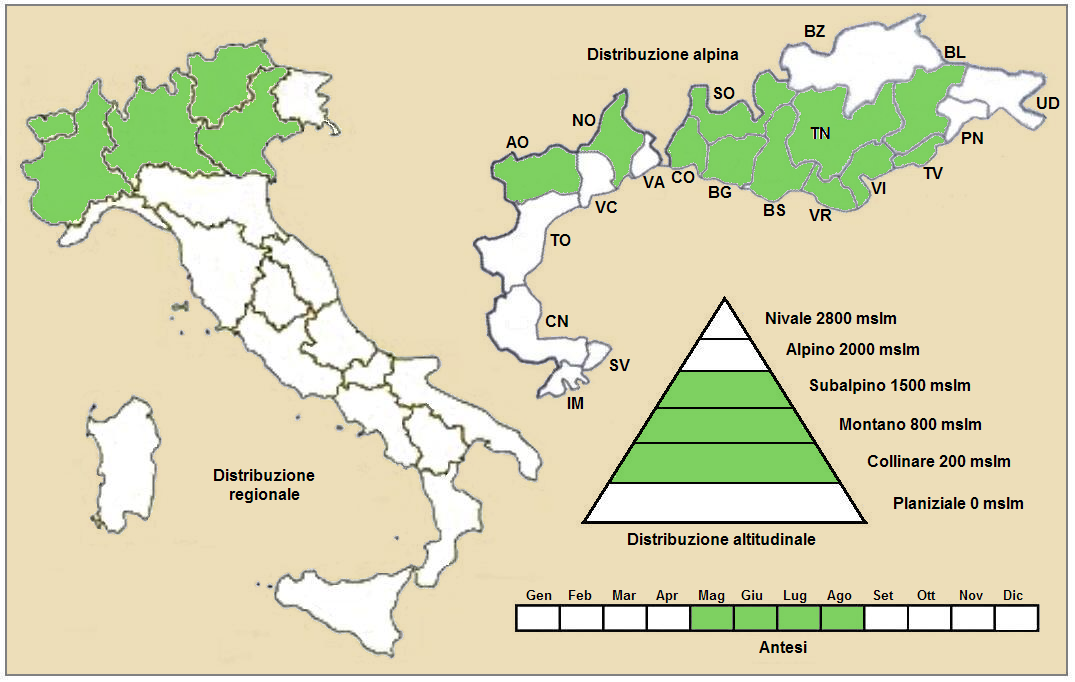
Distribuzione della pianta

- Geoelemento: il tipo corologico (area di origine) è Sub-Mediterraneo – Sub-Atlantico e anche Orofita – Sud Est Europeo.
- Distribuzione: in Italia si trova raramente nelle Alpi, soprattutto quelle centrali (compreso il Cadore e il Bellunese) e in alcune aree degli Appennini. Nelle Alpi oltre confine si trova in Francia (dipartimenti di Alpes-de-Haute-Provence, Hautes-Alpes, Drôme e Alta Savoia), in Svizzera (cantone Berna), in Austria (Länder del Tirolo Settentrionale, Tirolo Orientale, Salisburgo, Carinzia e Stiria). Sugli altri rilievi europei si trova nel Massiccio del Giura, Alpi Dinariche, Monti Balcani e Carpazi.
- Habitat: l'habitat tipico di questa pianta sono i prati steppici e i pendii rupestri; ma anche le praterie rase e pascoli dal piano collinare a quello subalpino.  Il substrato preferito è calcareo ma anche calcareo/siliceo con pH basico-neutro, bassi valori nutrizionali del terreno che deve essere mediamente secco.
- Distribuzione altitudinale: sui rilievi queste piante si possono trovare da 500 fino a 1900 m s.l.m.; frequentano quindi i seguenti piani vegetazionali: collinare, montano e subalpino.

### Fitosociologia
Dal punto di vista fitosociologico la specie di questa voce appartiene alla seguente comunità vegetale:
Formazione: delle comunità a emicriptofite e camefite delle praterie rase magre secche
Classe: Festuco-Brometea

## Tassonomia
Il genere Thalictrum comprende un centinaio di specie (una dozzina delle quali sono spontanee dei territori italiani) appartenenti soprattutto all'emisfero boreale. La famiglia delle Ranunculaceae invece comprende oltre 2000 specie distribuite su circa 47 generi (2500 specie e 58 generi secondo altre fonti). 

Secondo la suddivisione di questo genere fatta dal botanico americano Liberty Hyde Bailey (1858-1954) il “Pigamo steppico” appartiene al “gruppo” delle Thalictrum nei quali il frutto è striato e sessile e al “sottogruppo” con stami a filamenti sottili, filiformi e antere lineari.

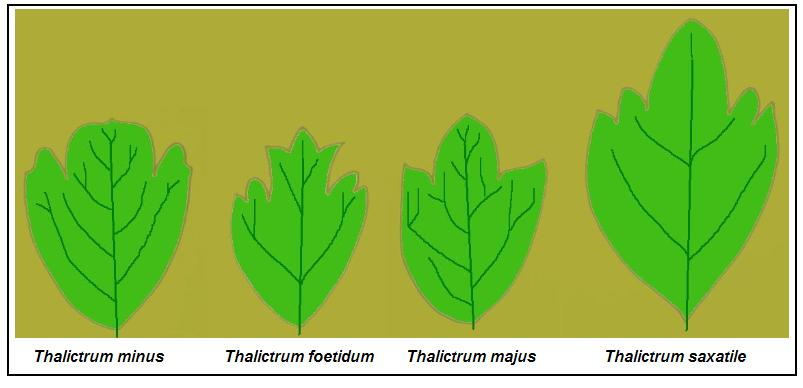
Forma delle foglie del Gruppo Thalictrum minus

Il Thalictrum saxatile i particolare appartiene al Gruppo di Th. Minus; gruppo che comprende (almeno nella flora spontanea italiana) quattro specie (oltre a quella di questa voce):
- Thalictrum minus L.
- Thalictrum majus Crantz
- Thalictrum foetidum L.

Le specie di questo gruppo sono poliploidi; sono inoltre poco differenziate nella morfologia. Un elemento di distinzione è la forma della lamina dei segmenti delle foglie (vedi figura). Un altro componente spesso preso in considerazione per distinguere una specie dall'altra è il frutto; del quale in genere vengono considerati i seguenti caratteri morfologici:
- il numero di coste;
- la lunghezza dello stimma (lo stimma è persistente al frutto);
- lunghezza e larghezza del frutto.

Uno studio fatto su questi caratteri biometrici (sulle specie europee) non ha però evidenziato differenze significative da un punto di vista tassonomico. La maggiore variabilità è stata riscontrata nella lunghezza dello stimma, mentre la lunghezza e la larghezza del frutto è risultata distribuita normalmente. Alcune correlazioni sono state rilevate tra le dimensioni del frutto e la latitudine e la longitudine (il frutto si accorcia verso Est, mentre si assottiglia verso Nord).

In alcune flore (specialmente quelle anglosassoni) la specie di questa voce viene considerata una sottospecie di Thalictrum minus L. con la denominazione di: Thalictrum minus subsp. saxatile Ces. In Cattaneo (1844); oppure  Thalictrum minus subsp. olympicum (Boiss. & Heldr.) Strid.

### Sinonimi
Questa entità ha avuto nel tempo diverse nomenclature. L'elenco che segue indica alcuni tra i sinonimi più frequenti:
- Thalictrum candolleanum Trinajstic (1973)
- Thalictrum jacquinianum Koch (1844) subsp. saxatile (Hooker fil.) Nyman (1878)
- Thalictrum majus Crantz (1763) subsp. olympicum (Boiss. & Heldr.) Nyman (1878)
- Thalictrum minus subsp. olympicum (Boiss. & Heldr.) Strid
- Thalictrum minus subsp. pubescens
- Thalictrum minus subsp. saxatile Sch. et K.
- Thalictrum olympicum Boiss. & Heldr. in Boiss. (1854)

### Specie simili
Le specie più simili a quella di questa voce sono quelle appartenenti al Gruppo di Th. minus:
- Thalictrum minus L.: è la pianta più piccola del gruppo ed è completamente inodore.
- Thalictrum majus Crantz: è la pianta più alta del gruppo (fino a 120 cm); anche i segmenti fogliari sono più larghi (10 – 30 mm).
- Thalictrum foetidum L.: questa pianta è caratterizzata soprattutto dal cattivo odore che emana..

## Usi

### Farmacia
Anticamente, secondo la medicina popolare, a queste piante venivano attribuite diverse proprietà medicamentose. Ora non più in quanto sono considerate tossiche e nocive alla salute umana. Infatti queste piante (nelle radici) contengono un colorante giallo tossico, una volta usato per colorare la lana, la ”macrocarpina”. Anche il bestiame al pascolo evita di mangiare le foglie di questa pianta.